# Unidas Podemos pour l'Andalousie
Unidas Podemos pour l'Andalousie (en espagnol : Unidas Podemos pour l'Andalousie, UPxA ou UPporA) est une coalition politique espagnole de gauche et andalouse. Elle est créée en février 2021 en remplacement d'Adelante Andalucía et les partis qui la composent s'intègrent en mai 2022 à une alliance plus large, Pour l'Andalousie.

## Historique

### Antécédents
Après que la secrétaire générale de Podemos Andalousie, Teresa Rodríguez, a annoncé son intention de quitter son parti pour fonder un nouveau mouvement nationaliste, des tensions naissent au sein de la coalition Adelante Andalucía au cours de l'été 2020 entre Rodríguez d'un côté et son ancienne formation et la Gauche unie de l'autre. En octobre, l'ex-cheffe de file et sept autres députés sont expulsés du groupe parlementaire.

### Fondation
Le 26 février 2021, les responsables de Podemos Andalousie et de la Gauche unie annoncent la fin du projet Adelante Andalucía et présentent le nouveau nom de leur coalition : Unidas Podemos pour l'Andalousie. La porte-parole parlementaire Inmaculada Nieto (es) présente quatre mois plus tard une demande au bureau du Parlement d'Andalousie pour renommer le groupe parlementaire en cohérence avec cette nouvelle dénomination et avec la création par Teresa Rodríguez du parti Adelante Andalucía. Cette demande est acceptée au début du mois de juillet.

### Coalition
Face à la division à la gauche du Parti socialiste dans la perspective des élections du 19 juin 2022 au Parlement d'Andalousie, Unidas Podemos, Más País, l'Initiative du peuple andalou (es), Verdes Equo et Alianza Verde s'entendent à la fin du mois d'avril 2022 pour constituer une seule alliance, qui prend le nom de « Pour l'Andalousie ». En raison d'un désaccord entre IU et Podemos sur le choix du candidat à la présidence de la Junte d'Andalousie, les négociations aboutissent seulement le 6 mai, à moins d'une heure de la clôture du délai d’enregistrement des coalitions électorales, et désignent Inmaculada Nieto en qualité de cheffe de file ; les documents de Podemos et Alianza Verde arrivent d'ailleurs hors délai à la commission électorale.